# Julius Steeger
Julius Steeger (geb. 22. April 1881 in Bayreuth; gest. 5. Mai 1954 ebenda) war ein deutscher Verleger und Politiker (SPD).

## Leben
Steeger wurde als Sohn eines Schirmfabrikanten geboren. Nach dem Besuch der Volksschule in Bayreuth absolvierte er von 1894 bis 1898 eine Lehre als Buchdrucker. Im Anschluss ging er auf Wanderschaft. 1903 trat er in die SPD ein. Von 1908 bis 1933 arbeitete er als Maschinenmeister und Geschäftsführer bei der Bayreuther Druckerei der sozialdemokratischen Zeitung Fränkische Volkstribüne. Von 1912 bis 1918 war er Gemeindebevollmächtigter in Bayreuth.
Dem am 9. November 1918 erstmals zusammengetretenen Bayreuther Arbeiter-, Bauern- und Soldatenrat gehörte Steeger als Mitglied des Präsidiums und des Vollzugsausschusses an. Bei der Landtagswahl im Januar 1919 wurde er als Abgeordneter in den Bayerischen Landtag gewählt, dem er ohne Unterbrechung bis 1932 angehörte.
Nach der Machtübernahme der Nationalsozialisten wurde Steeger kurzzeitig inhaftiert. Anfang März 1933 zeichnete er, an Stelle des verhafteten Redakteurs Georg Hacke, einige Tage lang für die Fränkische Volkstribüne verantwortlich, die am 15. März 1933 letztmals erschien. Im August 1944 wurde er im Zuge der Verhaftungswelle „Aktion Gewitter“ dreißig Tage lang im Konzentrationslager Dachau interniert.
Nach dem Kriegsende gründete Steeger am 16. November 1945 das Verlagshaus Steeger in Bayreuth mit dem Ziel, eine neue Zeitung herauszugeben. Die erste Nummer der örtlichen Tageszeitung Fränkische Presse erschien am 18. Dezember 1945.
Von Februar bis Juni 1946 war Steeger Mitglied des Beratenden Landesausschusses von Bayern.